# Đô thị tại Bình Thuận
Đô thị tại Bình Thuận là những đô thị Việt Nam tại tỉnh Bình Thuận, được các cơ quan nhà nước ở Việt Nam có thẩm quyền ra quyết định thành lập. Hiện tại Bình Thuận có ba loại đô thị với tổng số là 15 đô thị, gồm: 1 đô thị loại II,1 đô thị loại III,1 đô thị loại IV, 12 đô thị loại V.

## Các đô thị
| STT  | Tên đô thị                   | Loại đô thị | Diện tích (km²) | Dân số (người) (2015) | Mật độ dân số (người/km²) (2015) | Vai trò | Số phường | Số xã | Số thị trấn | Dự kiến (2019-2025)              | Tầm nhìn (2026-2035)                    |
| ---- | ---------------------------- | ----------- | --------------- | --------------------- | -------------------------------- | --- | --------- | ----- | ----------- | -------------------------------- | --------------------------------------- |
| 1    | Thành phố Phan Thiết         | Loại II     | 206,45          | 272.457               | 1.320                            | Trung tâm chính trị, kinh tế, văn hóa và xã hội quan trọng nhất của tỉnh Bình Thuận và Duyên hải cực Nam Trung Bộ | 14        | 4     |             |                                  | Đô thị loại I                           |
| 2    | Thị xã La Gi                 | Loại III    | 182,82          | 131.602               | 720                              | Trung tâm chính trị, kinh tế, văn hóa và xã hội phía Nam tỉnh Bình Thuận                                          | 5         | 4     |             |                                  | Thành phố trực thuộc tỉnh               |
| 3    | Thị trấn Phan Rí Cửa mở rộng | Loại IV     | 57,17           | 81.103                | 1.419                            | Trung tâm chính trị, kinh tế, văn hóa và xã hội khu vực Đông Bắc tỉnh Bình Thuận                                  |           | 3     | 1           |                                  | Đô thị loại III, Thị xã trực thuộc tỉnh |
| 4    | Thị trấn Liên Hương          | Loại V      | 10,40           | 39.600                | 3.808                            | Trung tâm chính trị, kinh tế, văn hóa và xã hội của huyện Tuy Phong                                               |           |       | 1           | Đô thị loại IV                   |                                         |
| 5    | Thị trấn Đức Tài             | Loại V      | 30,81           | 21.551                | 699                              | Trung tâm chính trị, kinh tế, văn hóa và xã hội khu vực Kinh tế La Ngà                                            |           |       | 1           | Đô thị loại IV                   |                                         |
| 6    | Thị trấn Võ Xu               | Loại V      | 27,65           | 20.144                | 729                              | Trung tâm chính trị, kinh tế, văn hóa và xã hội huyện Đức Linh                                                    |           |       | 1           | Đô thị loại IV                   |                                         |
| 7    | Thị trấn Ma Lâm              | Loại V      | 15,50           | 16.376                | 1.057                            | Trung tâm chính trị, kinh tế, văn hóa và xã hội huyện Hàm Thuận Bắc                                               |           |       | 1           |                                  |                                         |
| 8    | Thị trấn Phú Long            | Loại V      | 22,51           | 16.238                | 721                              | Trung tâm chính trị, kinh tế, văn hóa và xã hội phụ cận thành phố Phan Thiết                                      |           |       | 1           |                                  | Phường (TP. Phan Thiết)                 |
| 9    | Thị trấn Chợ Lầu             | Loại V      | 34,34           | 16.201                | 472                              | Trung tâm chính trị, kinh tế, văn hóa và xã hội huyện Bắc Bình                                                    |           |       | 1           | Đô thị loại IV                   |                                         |
| 10   | Thị trấn Lạc Tánh            | Loại V      | 38,16           | 15.739                | 412                              | Trung tâm chính trị, kinh tế, văn hóa và xã hội huyện Tánh Linh                                                   |           |       | 1           |                                  |                                         |
| 11   | Thị trấn Lương Sơn           | Loại V      | 29,93           | 15.551                | 520                              | Trung tâm chính trị, kinh tế, văn hóa và xã hội phía Nam huyện Bắc Bình                                           |           |       | 1           |                                  | Đô thị loại IV                          |
| 12   | Thị trấn Tân Nghĩa           | Loại V      | 55,20           | 13.679                | 248                              | Trung tâm chính trị, kinh tế, văn hóa và xã hội huyện Hàm Tân                                                     |           |       | 1           |                                  |                                         |
| 13   | Thị trấn Thuận Nam           | Loại V      | 28,73           | 12.909                | 449                              | Trung tâm chính trị, kinh tế, văn hóa và xã hội huyện Hàm Thuận Nam                                               |           |       | 1           |                                  |                                         |
| 14   | Thị trấn Tân Minh            | Loại V      | 7,00            | 12.245                | 1.749                            | Trung tâm chính trị, kinh tế, văn hóa và xã hội cửa ngõ đi vào Vùng kinh tế trọng điểm phía Nam Việt Nam          |           |       | 1           |                                  | Đô thị loại IV                          |
| 15   | Trung tâm huyện lỵ Phú Quý   | Loại V      | 2,53            | 5.766                 | 2.279                            | Trung tâm chính trị, kinh tế, văn hóa và xã hội huyện đảo Phú Quý                                                 |           | 2     |             | Thị trấn Phú Quý, Đô thị loại IV | Thị xã trực thuộc tỉnh                  |
| Tổng | 15                           |             |                 |                       |                                  | | 19        | 13    | 12          |                                  |                                         |